# Jacutinga (Minas Gerais)
Jacutinga é um município da microrregião de Poços de Caldas, no estado de Minas Gerais, no Brasil. Localiza-se a uma latitude 22º17'08" sul e a uma longitude 46º36'44" oeste, estando a uma altitude de 839 metros. Sua população em julho de 2021, segundo a estimativa do IBGE, era de 26 538 habitantes.

## História

Panorama geral do centro da cidade

Até a chegada dos colonizadores portugueses ao Brasil, no século XVI, a atual região do sul de Minas Gerais era habitada pelos índios puris. A atual cidade de Jacutinga tem, como marco de sua fundação, o ano de 1835, data da construção da primeira capela do então povoado chamado "Ribeirão de Jacutinga". O nome foi assim designado pelas muitas jacutingas que habitavam a região. Passados 36 anos, o vilarejo tornou-se "Santo Antônio de Jacutinga", já apresentando desenho e ares de cidade. A partir daí, vieram os lampiões a gás, a estrada de ferro e o primeiro jornal impresso, em 1927: "A Gazeta de Jacutinga", um grande avanço para a época.
Foi elevada à condição de município em 16 de setembro de 1901, passando a se chamar somente "Jacutinga". Com um crescimento em ritmo acelerado devido ao cultivo de café, destaca-se um período de expansão, até o declínio da cafeicultura em meados da década de 1930.
Paralelamente ao grande avanço da era industrial no Brasil ocorrido nessa época, imigrantes italianos se instalaram na cidade, trazendo, consigo, a habilidade de tecer e bordar. Já no fim da década de 1960, um jovem italiano, Antônio Pieroni, traz, para Jacutinga, a primeira máquina manual de fazer tricô: a Lanofix. A população abraçou a nova vocação econômica e, durante quase cinquenta anos, conseguiu transformar o município em referência nacional na fabricação de malhas e tricô.
Surgia, consequentemente, o turismo de negócios, fomentado pelas compras nas mais de mil pequenas empresas que hoje existem na cidade.

## Geografia

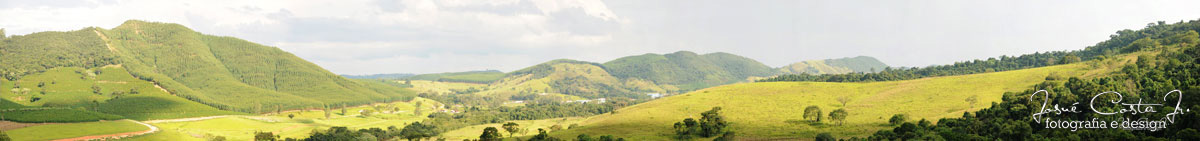
Visão panorâmica da estrada da cachoeira 7 de Abril

Possui uma área de 348,23 km². A densidade demográfica é de 56,74 habitantes por quilômetro quadrado. Possui o título de "estância hidromineral" e é reconhecida como a capital nacional das malhas, sendo responsável por 27% de toda a produção nacional de malhas.
Os municípios limítrofes são: Albertina e Andradas a norte; Ouro Fino a leste; Monte Sião a sul e os paulistas Itapira e Espírito Santo do Pinhal a oeste.

## Economia

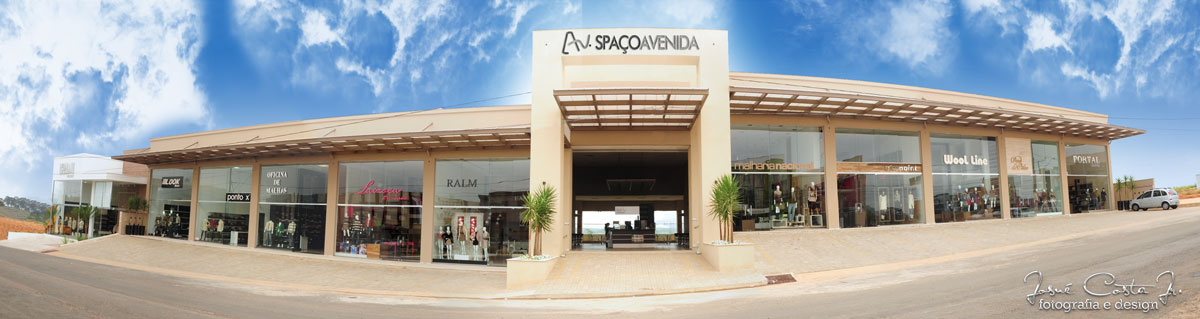
Spaço Avenida, prédio comercial com marcas renomadas de Jacutinga

Um dos potenciais econômicos de Jacutinga é a indústria de confecções, formada por mais de mil unidades produtivas, popularmente chamadas de "malharias". Cerca de 450 lojas de varejo comercializam a produção e, durante a temporada de março a julho, são gerados cerca de 6 mil empregos, com uma produção mensal de pelo menos 2 milhões de peças.

## Religião
Religiões em Jacutinga (2010)
Segundo o Censo demográfico do Brasil de 2010, a população do município naquele ano era constituída por 64,1% de católicos romanos, 29,7% de protestantes e 0,5% de espíritas.